# Kirovka (ort)
Kirovka är en ort i Azerbajdzjan.   Den ligger i distriktet Ağstafa Rayonu, i den västra delen av landet, 400 km väster om huvudstaden Baku. Kirovka ligger 379 meter över havet och antalet invånare är 2 841.
Terrängen runt Kirovka är platt åt nordost, men åt sydväst är den kuperad. Runt Kirovka är det ganska tätbefolkat, med 72 invånare per kvadratkilometer.. Närmaste större samhälle är Aghstafa, 5,2 km nordväst om Kirovka.
Trakten runt Kirovka består till största delen av jordbruksmark.